# Ratpenat cuallarg de Nova Guinea
El ratpenat cuallarg de Nova Guinea (Austronomus kuboriensis) és una espècie de ratpenat de la família dels molòssids que es troba a Nova Guinea.